# John Montagu (4e graaf van Sandwich)

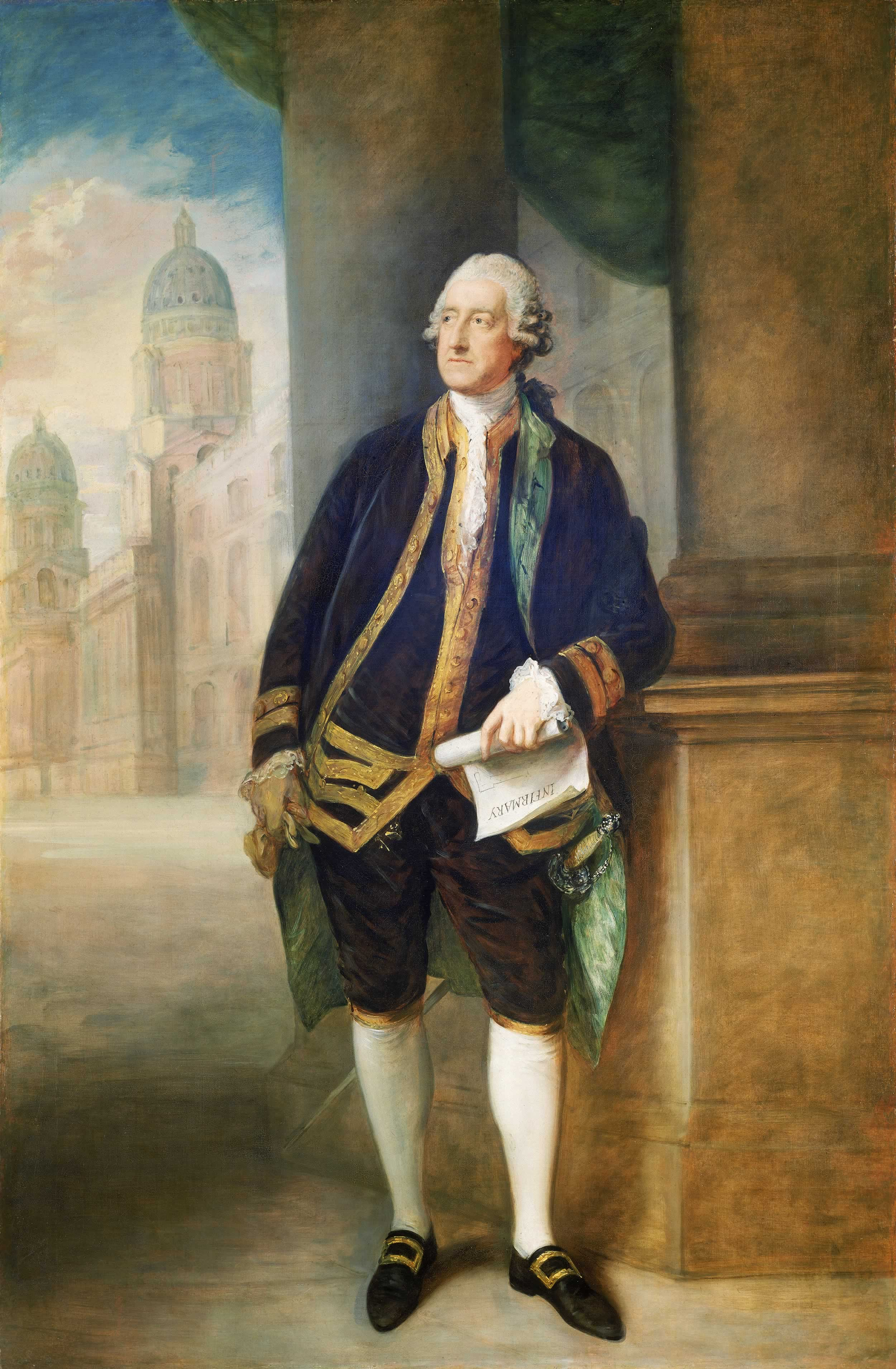
Lord Sandwich, geschilderd door Thomas Gainsborough.

John Montagu (13 november 1718 – 30 april 1792) was een Brits staatsman. In 1729 erfde hij, als 10-jarige kleinzoon van Edward Montagu, de titel van graaf van Sandwich (Earl of Sandwich).
In zijn carrière bekleedde hij militaire en politieke ambten, waaronder baas van de post (Postmaster General), baas van de zeemacht (First Lord of the Admiralty of England) en staatssecretaris (Secretary of State for the Northern Department) bevoegd voor de relaties met Noord-Engeland, Schotland en de protestantse landen van Noord-Europa.
Lord Sandwich was een groot supporter van kapitein James Cook. Als baas van de Admiraliteit van Engeland verzamelde Sandwich de fondsen voor de aankoop en uitrusting van de schepen (Resolution, Adventure en Discovery) voor Cooks tweede en derde expedities in de Grote Oceaan. Ter ere van Sandwich noemde kapitein Cook de Sandwicheilanden (nu Hawaï) naar hem, alsook Montagu-eiland nabij de zuidoostkust van Australië, Zuid-Georgia en de Zuidelijke Sandwicheilanden in de zuidelijke Atlantische Oceaan en Montagu-eiland in de Golf van Alaska.

## Trivia
De sandwich is naar hem vernoemd, al zou dit belegde broodje vermoedelijk al veel langer bestaan.